# Ebenezer Howard
Sir Ebenezer Howard (Londra, 29 gennaio 1850 – Welwyn, 1º maggio 1928) è stato un urbanista ed esperantista britannico.

## Biografia
Ebenezer Ebosele Howard, mosso dalle idee dei connazionali John Ruskin e William Morris, affrontò alla fine del XIX secolo il problema del sovraffollamento delle città e il conseguente spopolamento delle campagne a seguito della Rivoluzione industriale.
Il suo saggio A Peaceful Path to Real Reform (1898) fu uno dei più importanti testi della fine del XIX secolo sulla teorizzazione di città utopiche.
Nella sua opera descrive l'idea di Garden City o città-giardino, un agglomerato urbano di dimensioni precise capace di distribuire in modo organizzato ed equilibrato la popolazione nelle campagne, consentendo un uso più razionale del territorio. La Garden City doveva essere costituita da un parco centrale attorno al quale si sarebbero sviluppate le aree residenziali a bassa densità servite da ampi viali puliti e una cinta ferroviaria che chiudeva l'intera città. Howard non considera l'aspetto storico o formale della nuova città industriale, ma si concentra su aspetti puramente sociali ed economici. Nel suo saggio descrisse con rigore scientifico le quantità di terreno, unità abitative, tipologie di insediamenti produttivi e quant'altro potesse servire alla costituzione corretta di una Garden City, arrivò addirittura a citare in maniera del tutto innovativa, considerata l'epoca, il tema dello smaltimento dei rifiuti.
Le teorie di Howard non trovarono molti riscontri pratici, tra questi il più importante resta però il caso di Letchworth Garden City fondata nel 1903 e le sue idee furono un importante riferimento per lo sviluppo delle Siedlung viennesi nei primi del 1900.